# ريبيكا ماسي
ريبيكا ماسي (بالإنجليزية: Rebecca Massey)‏ هي ممثلة أسترالية، ولدت في 12 سبتمبر 1969 في نيوزيلندا.

## وصلات خارجية
- الموقع الرسمي
- ريبيكا ماسي على موقع IMDb (الإنجليزية)
- ريبيكا ماسي على موقع قاعدة بيانات الفيلم (الإنجليزية)